# Боба Фет
Боба Фет (на английски: Boba Fett) е герой от филмовата поредица „Междузвездни войни“. Той е ловец на глави, и е син на Джанго Фет, един от последните мандалорианци. Залавя Хан Соло. Той е точен клонинг на баща си, за разлика от имперските щурмоваци, които са генетично програмирани с чувство за дисциплина, различни умения и ускорен растеж.
Боба Фет е герой от междузвездни войни показван само от епизодите на сагата, а в двете анимации „Войните на клонираните“ и „Бунтовниците“ не го показват. Той е клонинг на баща си Джанго Фет и когато е паднал в чудовището Сарлака той се разгражда 1000 години, но във сериалът „Историята  на Боба Фет“, показват как оцелява от Сарлак и се предполага, че той и Стар Килър са последните клонирани.